# Thyrow
Thyrow ist ein Ortsteil der Stadt Trebbin im Landkreis Teltow-Fläming in Brandenburg.

## Geographische Lage
Thyrow grenzt im Norden an Ludwigsfelde und Kerzendorf, im Osten an Märkisch Wilmersdorf, im Süden an die Kernstadt Trebbin und im Westen an Großbeuthen. Um den Ort herum, verläuft von nordöstlicher in südwestlicher Richtung, die Bundesstraße 101.

## Geschichte und Etymologie

### Frühzeit bis 14. Jahrhundert

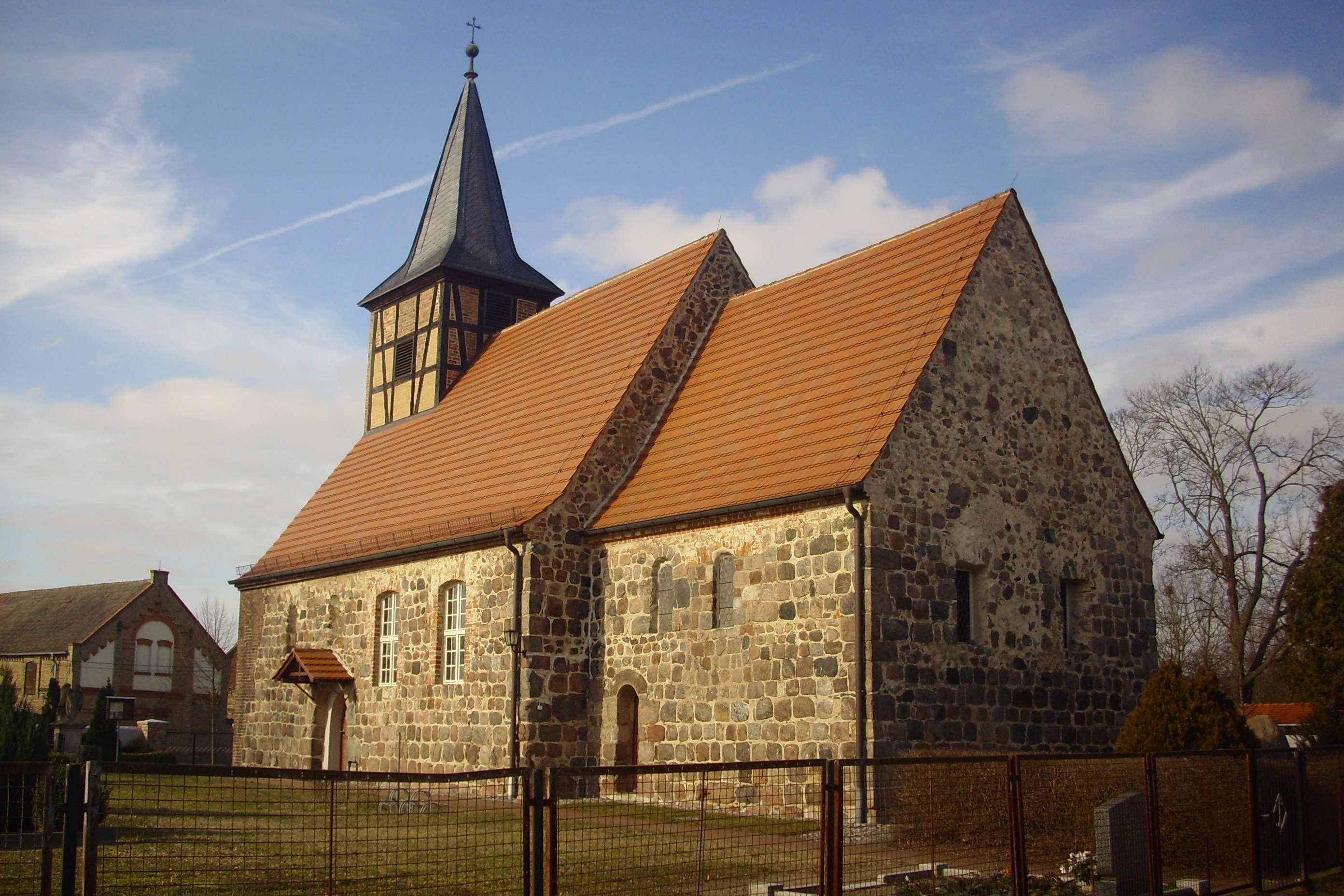
Dorfkirche Thyrow

Durch Ausgrabungen konnte – wie in der umliegenden Region – auch in Thyrow eine Besiedlung in der Ur- und Frühgeschichte nachgewiesen werden. Urkundlich wurde erstmals im Jahr 1346 ein Angerdorf Thure erwähnt. Der Name geht auf die altsorbische Bezeichnung für einen Auerochsen zurück. Dieses Tier führt der Ortsteil in seinem Wappen. Weitere Schreibweisen waren unter anderem Thüre, Ture und Thewe. Es könnte sich um eine Gründung des Heiso de Thure handeln, der 1340 in den Urkunden erschien. Aus dem Jahr 1346 wurde lediglich von einem Kirchdorf berichtet. Dies korrespondiert mit der Feldsteinkirche, die im 13. Jahrhundert bereits bestand. Als Eigentümer war im Jahr 1359 eine Familie Falke „über das Schloß“ benannt. Dieses wurde zusammen mit Saarmund und Neuehaus genannt, ist aber später nicht mehr urkundlich belegt. Er hielt ausweislich des Landbuch Karls IV. im Jahr 1375 das gesamte Dort mit allen Rechten als Witwengut seiner Frau, die es wiederum von ihrem Vater erhalten hatte. Thyrow war zu dieser Zeit mit 59 Hufen vergleichsweise groß. Dem Pfarrer standen hiervon drei abgabenfreie Pfarrhufen zu.

### 15. bis 17. Jahrhundert
Das Sackgassen- oder Angerdorf wurde im Jahr 1402 vom Raubritter Dietrich von Quitzow überfallen. Vor 1403 ging das Dorf in den Besitz der Vogtei Trebbin über und blieb dort bis 1822 (Amt Trebbin). Im Jahr 1450 war das Dorf nur noch 45 Hufen groß – dem Pfarrer standen mittlerweile jedoch vier Hufen zu. Zum Ende des 15. Jahrhunderts erschienen die von Hake im Ort. Sie hielten bis 1525 Anteile am Dorf, die anschließend an den Voigt von Mittelwalde über den Thyrower Damm mit Ober- und Untergerichtsbarkeit, Hütung und Holzungen sowie drei Höfen mit zehn Hufen gingen. Im Jahr 1549 wurde erstmals ein Krüger erwähnt, der „seit alters her“ selbst braute. Im Jahr 1563 errichtete der Trebbiner Amtshauptmann Hans von Buch eine neue Schäferei, die er dadurch erweiterte, indem er 1567 einen Bauernhof auskaufte. Dort errichtete er ein Vorwerk oder eine Meierei. Von Buch erwarb hierzu neun Hufen Land und 20 Wiesen. Im Jahr 1578 war von einer Meierei zu Thyrow die Rede.
Den Dreißigjährigen Krieg überlebte lediglich ein Einwohner. Zuvor gab es im Jahr 1624 zwölf Hufner, drei Kossäten, einen Hirten, ein Paar Hausleute sowie einen Hirtenknecht. Im Jahr 1652 lebten im Ort der Schulze, der sechs Hufen bewirtschaftete. Fünf davon waren Lehnhufen; der Hof im Eigentum der Witwe des Stutmeisters. Es gab einen Lehnmann mit fünf Hufen (davon drei Lehnhufen, die wüst gefallen waren), einen Krüger mit vier Hufen, vier Vierhufner (davon zwei wüste, eine im Vorwerk), einen wüsten Dreihufner, einen Zweihufner, drei Kossäten (davon einer wüst) sowie drei weitere Bauernhöfe. Diese hatten eine Fläche von zehn Hufen und gehörten dem Voigt in Mittenwalde. Die wüst gefallenen Äcker ließ das Amt durch den Meier in Thyrow bewirtschaften. Das Vorwerk bestand aus neun Hufen, einem kleinen Kohlgarten sowie einem Grashof. Dort wurden bis zu 30 Rinder gehalten. Der Pfarrhof war mit vier Hufen und Wiesen vergleichsweise gut ausgestattet. Im Jahr 1665 ging der Anteil des Voigts an die Familie Wernicke und von dort im Jahr 1701 bis nach 1801 an die Familie von Wilmersdorf und Erben zu Dahmen, zunächst wiederverkaufsweise, ab 1710 erblich. Dazu gehörten der Thyrower Damm, drei Bauernhöfe mit zehn Hufen sowie die Ober- und Untergerichtsbarkeit und die Zaungerichtsbarkeit (1721).

### 18. Jahrhundert
Im Jahr 1701 waren die wüst gefallenen Höfe mittlerweile wieder alle besetzt. Es gab den Schulzen mit sechs Hufen, den Lehnmann mit fünf Hufen, einen Erbbraukrüger mit vier Hufen, vier Vierhufner, einen Dreihufner, einen Zweihufner, drei Kossäten mit Haus und Höfen dahinter sowie einen Hirten. Im Vorwerk stand ein Meierhaus mit Scheunen. Im Jahr 1711 lebten im Ort zwölf Hufner, drei Kossäten und ein Hirte. Sie gaben für 46 Hufen je acht Groschen Abgaben. Bis 1745 waren lediglich ein Kossätenhof hinzugekommen. Es gab weiterhin zwölf Bauernhöfe, einen Krug sowie das Vorwerk. Im Jahr 1757 gab es erstmals einen Schulmeister, der gleichzeitig auch der Schneider war. Neben ihm gab es nach wie vor zwölf Bauernhöfe, einschließlich des Dorfschulzen. Eine eigene Schmiede war jedoch noch nicht vorhanden. Bei Bedarf kam ein Laufschmied in den Ort. Das Vorwerk war mittlerweile auf 343 Morgen Acker angewachsen. Hinzu kamen 80 Morgen Wiesen und ein Morgen Garten. In den Ställen standen zehn Kühe, fünf Stück Jungvieh und bis zu 200 Schafe. Im Jahr 1771 bestand Thyrow aus 14 Giebeln (=Wohnhäuser). Die Abgaben waren mit acht Groschen für jeden der 46 Hufen konstant geblieben. In den Koalitionskriegen plünderten Franzosen das Dorf.

### 19. Jahrhundert

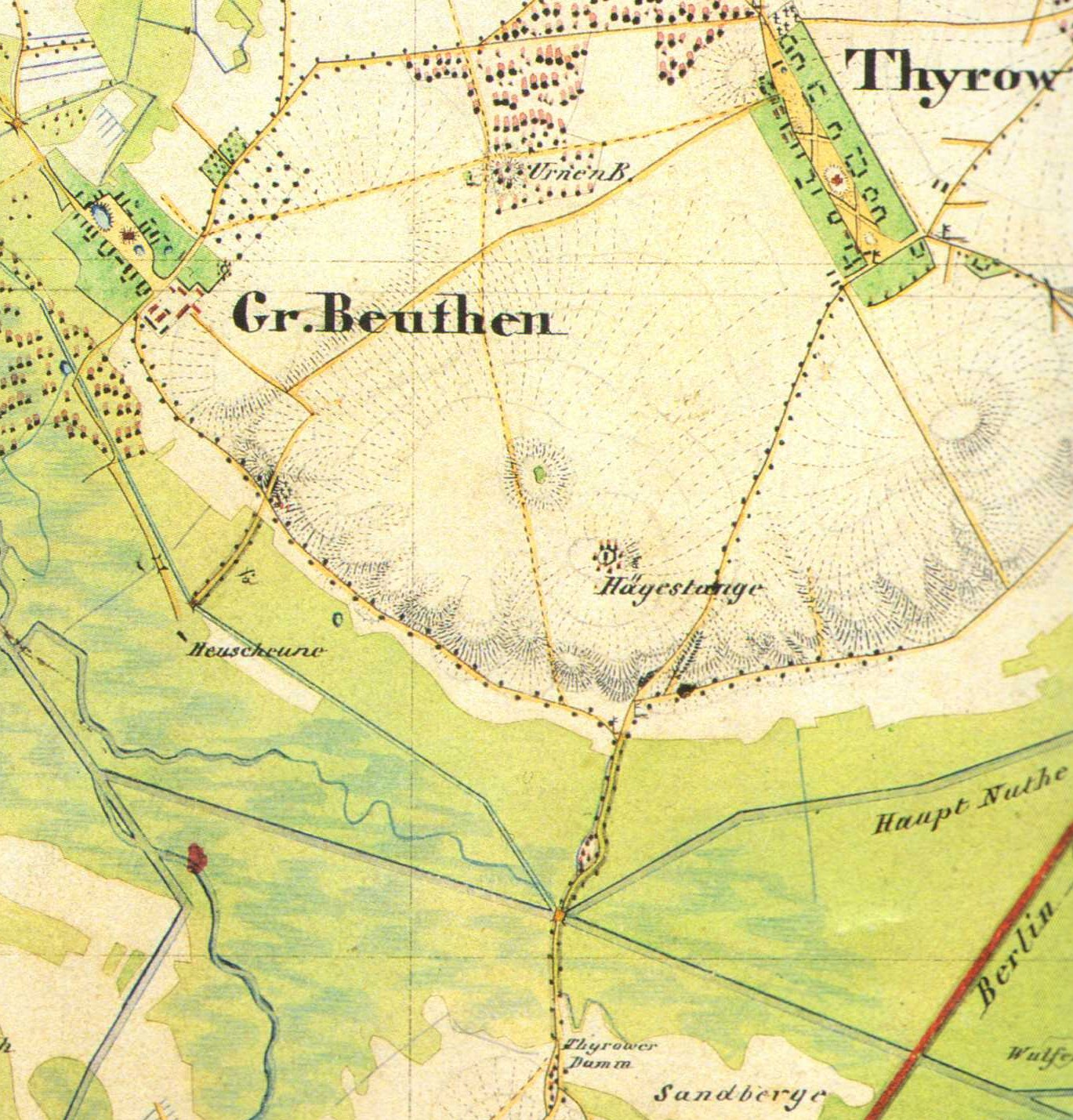
Thyrow auf dem Urmesstischblatt von 1840

Im Jahr 1801 lebten im Ort der Lehnschulze, elf Ganzbauern und drei Ganzkossäten. Sie bewirtschafteten 46 Hufen. Hinzu kamen 13 Hufen im Vorwerk; im Summe 19 Feuerstellen (=Haushalte). Aus dem Jahr 1840 wurde lediglich berichtet, das im Dorf und Vorwerk 18 Wohnhäuser standen. Thyrow blieb weiterhin ländlich geprägt. Erst mit dem Bau der Anhalter Bahn und den Anschluss Thyrows im Jahr 1841 kam ein bescheidener Wohlstand in den Ort. Der Berliner Makler Winkler erwarb einige Grundstücke in Bahnhofsnähe und veräußerte sie anschließend weiter. Im Jahr 1858 gab es 13 Hofeigentümer und einen Pächter, die 38 Knechte und Mägde sowie zwölf Tagelöhner beschäftigten. Hinzu kamen 17 Arbeiter. Es gab sieben nebengewerbliche Landwirte und 21 Besitzungen: 14 waren zwischen 30 und 300 Morgen groß (zusammen 2426 Morgen), zwei weitere zwischen 5 und 30 Morgen (zusammen 28 Morgen). Sowie fünf unter fünf Morgen (zusammen vier Morgen). Es gab einen Schneidermeister mit einem Lehrling, einen Zimmergesellen sowie einen Krug, aber auch zwei Arme. Im Jahr 1860 gab es zwei öffentliche, 23 Wohn- und 48 Wirtschaftsgebäude. Die Gemarkung war 2495 Morgen groß: Dabei entfielen 1424 Morgen auf Acker, 684 Morgen auf Wald, 350 Morgen Wiese sowie 37 Morgen auf die Gehöfte.

### 20. und 21. Jahrhundert

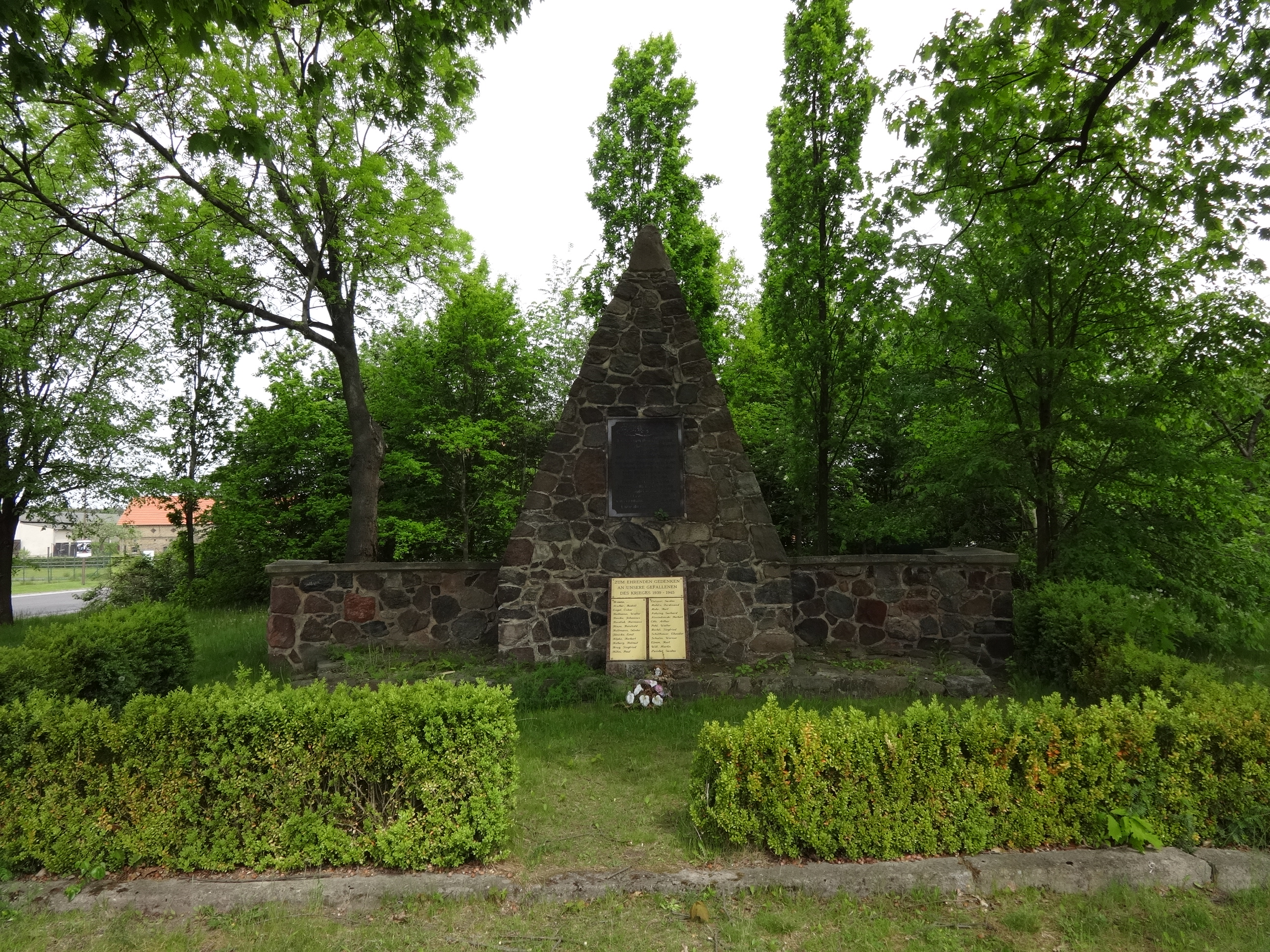
Weltkriegsdenkmal

Um die Jahrhundertwende standen im Ort 34 Häuser. Der Bestand wuchs auf 91 Häuser im Jahr 1931 an. Thyrow bestand im Jahr 1932 mit den Wohnplätzen Bahnhof Thyrow und Kolonie Thyrow. Im Jahr 1939 gab es im Dorf elf land- und forstwirtschaftliche Betriebe, die zwischen 20 und 100 Hektar groß waren, fünf Betriebe zwischen 10 und 20 Hektar, drei Betriebe zwischen 5 und 10 Hektar sowie fünf Betriebe zwischen 0,5 und 5 Hektar. Nach dem Zweiten Weltkrieg wurden 293 Hektar enteignet und davon 278 Hektar aufgeteilt. Dreißig Bauern erhielten bis zu einem Hektar (zusammen zehn Hektar), ein Betrieb erhielt einen Hektar, 19 Bauern zwischen zehn und 15 Hektar (zusammen 225 Hektar) sowie zwei Betriebe mehr als 15 Hektar (zusammen 37 Hektar). Weitere fünf Hektar wurden auf drei Altbauern verteilt. Im Jahr 1950 gab es Thyrow mit dem Wohnplatz Kolonie Reichsstraße. Im Jahr 1952 gründete sich eine LPG vom Typ III, die sich 1954 wieder auflöste und neu gegründet wurde. Sie hatte 1955 zunächst 19 Mitgliedern und 121 Hektar landwirtschaftlicher Nutzfläche. Sie wuchs bis zum Jahr 1961 auf 57 Mitglieder und 410 Hektar Fläche an. Hinzu kam eine weitere LPG vom Typ I mit zwölf Mitgliedern und 53 Hektar, die sich ein Jahr später an die LPG Typ III anschloss und 1973 weiterbestand.
Im Jahr 1997 schlossen sich die Gemeinden Großbeuthen, Christinendorf, Märkisch Wilmersdorf zur neuen Gemeinde Thyrow zusammen. Ein Jahr später errichtete die Dorfgemeinschaft in dem ehemaligen Vierseithof der bäuerlichen Handelsgenossenschaft ein Gemeindezentrum mit einer Heimatstube, einem Kulturzentrum und einer Gaststätte. 2003 erfolgte die Eingliederung des Zusammenschlusses von 1997 in die Stadt Trebbin. In demselben Jahr wurde es vom Land Brandenburg als „Schönstes Dorf“ ausgezeichnet. Ein Jahr später konnten die Bewohner den Europäischen Dorferneuerungspreis nach Thyrow holen.
Am 23. Juni 2014 gab das Ministerium für Infrastruktur und Landesplanung bekannt, dass eine Ortsumgehung für Thyrow genehmigt wurde. Das etwa fünf Kilometer lange und rund 44 Millionen Euro teure Teilstück der B 101 wurde im Dezember 2018 eröffnet.
Seit dem 5. April 2025 verfügt der Ort über eine Bücherzelle.

## Bevölkerungsentwicklung
| Jahr      | 1734 | 1772 | 1801 | 1817 | 1840 | 1858                  | 1895 | 1925 | 1939 | 1946 | 1964 | 1971 |
| Einwohner | 110  | 138  | 138  | 158  | 145  | Dorf: 183 und Gut: 17 | 202  | 460  | 733  | 969  | 773  | 719  |

## Sehenswürdigkeiten, Kultur und Persönlichkeiten

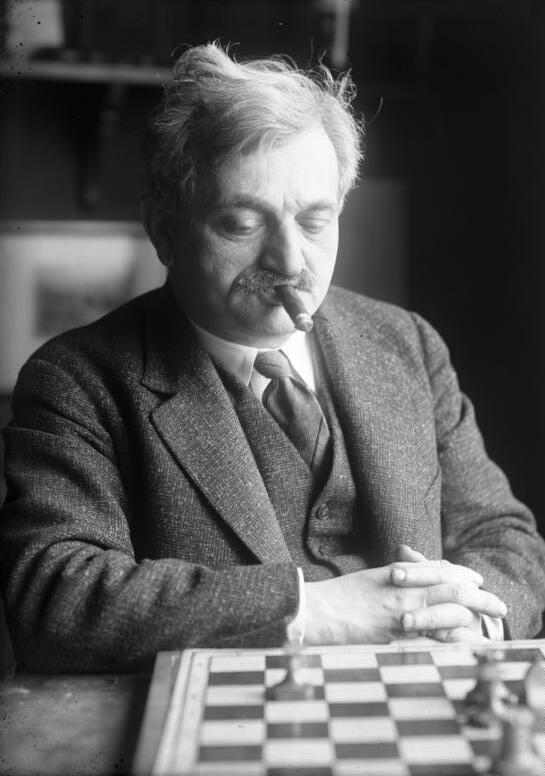
Emanuel Lasker, 1933

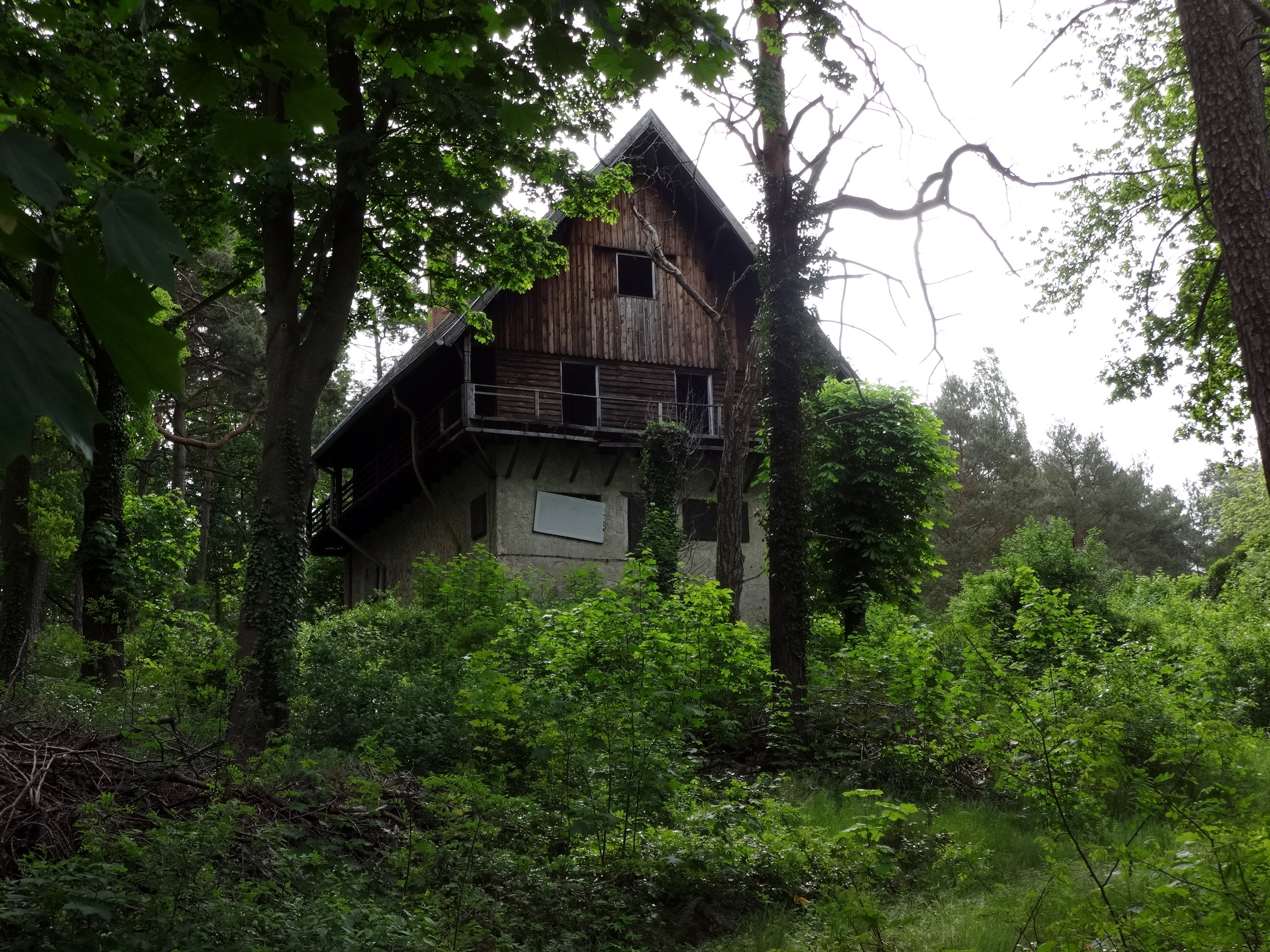
Eichberg-Haus im Mai 2015

In der Liste der Baudenkmale in Trebbin und in der Liste der Bodendenkmale in Trebbin stehen die in der Denkmalliste des Landes Brandenburg eingetragenen Kulturdenkmäler.
- Die Dorfkirche ist eine romanische Feldsteinkirche aus dem 13. Jahrhundert. Der mehrfach umgebaute Turm stammt aus dem Jahr 1794. Im Innern befinden sich eine barocke Empore sowie eine Dinse-Orgel aus 1908. In der Nähe der Kirche befindet sich ein Denkmal für die Gefallenen aus dem Ersten und Zweiten Weltkrieg.
- In der Von-Achenbach-Straße 36 befindet sich das Eichberg-Haus, in dem in den 1930er Jahren der deutsche Regisseur, Schauspieler und Filmproduzent Richard Eichberg lebte. Das Gebäude steht unter Denkmalschutz. Zuvor wohnte der Schachweltmeister, Mathematiker und Philosoph Emanuel Lasker in dem Haus. Ein weiteres Wohnhaus gehörte dem Schriftsteller Heinrich Alexander Stoll.

Des Weiteren existieren einige aktive Vereine in Thyrow.
- Am 28. Januar 2002 gründete sich der Verein ThyrowerTheaterTruppe e. V. (TTT) mit 31 Gründungsmitgliedern. Sie spielt regelmäßig in der Kulturscheune des Ortes.[8]
- Der Heimatverein Thyrow besteht seit 1999.[9]
- Die Zollwache Trebbin der Berliner Rittergilde hat ihren Sitz im Gemeindezentrum Thyrow und wurde 2014 gegründet. Sie stellt den Trebbiner Zollposten im 14. Jahrhundert dar und widmet sich dem mittelalterlichen Langbogenschießen, dem spätmittelalterlichen Schwertschaukampf und dem Bau und Bedienen von Belagerungsmaschinen als Teil einer spätmittelalterlichen Schlachtendarstellung.[10]
- Der Sportverein SV Rot-Weiß Thyrow e. V. ist der Sportverein des Ortes. Er besteht mindestens seit 1993 und hat sich dem Tischtennis verschrieben, betreibt Gymnastik, Kindertanz, Volleyball, Kegeln und verfügt über eine eigene Läufergruppe.[11]

## Regelmäßige Veranstaltungen
- Seit 2008 findet immer am dritten Adventssonntag im Hof des Gemeindezentrums Thyrow der Historische Weihnachtsmarkt zu Thyrow statt. Veranstalter ist der Heimatverein Thyrow gegr. 1999.[12]
- Seit 2003 findet der Thyrower Waldlauf immer am ersten Sonntag im Oktober statt; er ist Teil des EMB-Cups Teltow-Fläming. Die Strecke führt durch die Kolonie Thyrow und den Thyrower Berg. Veranstalter ist der Sportverein SV Rot-Weiß Thyrow.[13]
- Am ersten Samstag im April führt der Ortsbeirat des Ortes in Kooperation mit der Freiwilligen Feuerwehr des Ortes den so genannten Umwelttag durch, dessen Ziel es ist, öffentliche Plätze wie das Gemeindezentrum, den Dorfanger oder die Rehwiese zu säubern.[14]
- Am 1. Juni, dem Kindertag, findet alljährlich ein Kinderfest statt. Veranstalter sind der Ortsbeirat und der Heimatverein Thyrow gegr. 1999 e. V.
- Alljährlich findet ein Dorffest statt.

## Wirtschaft und Infrastruktur

### Ansässige Unternehmen
Das Albrecht Daniel Thaer-Institut für Agrar- und Gartenbauwissenschaften der Humboldt-Universität zu Berlin erforscht die Voraussetzungen für eine „quantitativ ausreichende und qualitativ hochwertige Versorgung der Bevölkerung und nachhaltige Entwicklung ländlicher Räume“. Auf dem Gelände der Lehr- und Forschungsstation Thyrow wird dazu schon seit 1965 ein statischer Nährstoffmangelversuch durchgeführt.
Die LEAG betreibt in Trebbin ein Gaskraftwerk, das ausschließlich für den Netzwiederaufbau im Schwarzwerdefall vorgehalten wird. Obwohl es im Ortsteil Märkisch Wilmersdorf liegt, lautet die offizielle Bezeichnung Gasturbinenkraftwerk Thyrow.

### Verkehr
Um Thyrow herum verläuft als Umgehungsstraße die Bundesstraße 101, über die an der Zufahrt Ludwigsfelde Ost die A 10 (Südlicher Berliner Ring) erreicht werden kann. Durch den Ort führt die Landesstraße L 795 zwischen Nunsdorf und, über die Anschlussstelle Ludwigsfelde West (auch an der A 10), Struveshof.
Am Haltepunkt Thyrow verkehren im Stundentakt die Züge der Regional-Express-Linie RE 4 Stendal Hbf – Rathenow – Wustermark – Berlin – Ludwigsfelde – Luckenwalde – Jüterbog – Falkenberg (Elster), betrieben von DB Regio Nordost.